# Момпео
Момпео (італ. Mompeo) — муніципалітет в Італії, у регіоні Лаціо,  провінція Рієті.
Момпео розташоване на відстані близько 50 км на північний схід від Рима, 20 км на південний захід від Рієті.
Населення — 544 особи (2014).
Щорічний фестиваль відбувається 1 вересня. Покровитель — Sant'Egidio.

## Демографія
Населення за роками:

Станом на 1 січня 2023 року в муніципалітеті офіційно проживав 31 іноземець з 12 країн, серед них 14 громадян країн Євросоюзу та 2 громадяни України.

## Сусідні муніципалітети
- Казапрота
- Кастельнуово-ді-Фарфа
- Монте-Сан-Джованні-ін-Сабіна
- Монтенеро-Сабіно
- Поджо-Натіво
- Салізано